# 阿萨亚卡特尔
阿萨亚卡特尔（纳瓦特尔语：Āxāyacatl，“水面具”，?—1481年），是阿兹特克特诺奇蒂特兰的第6位统治者、第3位阿兹特克帝国君主，1469年至1481年在位。
他是阿托托斯特利（蒙特苏马一世之女）与特索索莫克亲王（伊兹科瓦特尔之子）生下的儿子，他的兄弟有蒂索克和阿维特索特尔，姊妹有查尔奇烏内内特辛（Chalchiuhnenetzin）公主，他同时还是夸烏特莫克的叔叔，以及蒙特苏马二世和奎特拉瓦克的父亲，阿兹特克帝国在他的统治时期兼并了特拉特洛尔科。